# Infirmarium
Een infirmarium of infirmerie is het ziekenvertrek in een klooster of abdij. Hier wonen de monniken die te zwak of te ziek zijn om hun dagelijkse taken te vervullen, ook worden ze hier verzorgd. De zorg voor de zieken staat er onder de leiding van de infirmarius.
bracium/brouwerij · cantharus/bron · cellae/kloostercellen · cellarium/kelder · clausuur · claustrum/kloostergang · dormitorium/slaapzaal · hospitium/gastenverblijf · infirmarium/ziekenvertrek · kapittelzaal · monasterium/kloosterkerk · pandhof · parlatorium · pistrinum/bakkerij · refectorium/refter · sacristie · scriptorium · kloostertuin